# Calles nya kläder
Calles nya kläder är en svensk kort dramafilm från 1916 i regi av Georg af Klercker. 
Filmen premiärvisades 4 september 1916 på biograf Victoria i Göteborg. Filmen spelades in vid Hasselbladateljén på Otterhällan i Göteborg av Gustav A. Gustafson, Carl Gustaf Florin och Gösta Stäring.

## Handling
Calle står och rakar sig i sina bara underkläder när han hör ett ljud utanför, men när han går för att undersöka går hans dörr i baklås och han är utelåst.

## Rollista
- Carl Barcklind – Calle
- Gustaf Bengtsson – Bengt
- Mary Johnson – dam på syateljén
- Tekla Sjöblom – dam på syateljé